# جاكوب جونغ
جاكوب جونغ (بالإنجليزية: Jacob Jung)‏ هو شخصية أعمال وسياسي أمريكي، ولد في 11 يناير 1857، وتوفي في 3 مايو 1931. حزبياً، نشط في الحزب الجمهوري. وقد انتخب عضو جمعية ولاية ويسكونسن.